# Čerkizovskaja
Čerkizovskaja (in russo Черки́зовская?) è una stazione della Linea Sokol'ničeskaja, la prima linea della Metropolitana di Mosca. La stazione fu inaugurata nel 1990 e fu opera degli architetti V.A. Čeremin e A.L. Vigdorov. Čerkizovskaja prende il nome dall'ex villaggio di Čerkizovo, ora un quartiere di Mosca. La stazione è con il soffitto a volta, e presenta una banchina senza colonne. Le mura esterne sono ricoperte da pannelli di metallo. Sopra le scale di uscita poste al termine delle banchine, vi sono pannelli a vetrata decorativi.
L'ingresso della stazione sorge su Okružnoj Prospekt presso l'incrocio con Via Bol'šaja Čerkizovskaja. In prossimità della stazione sorgono lo stadio Lokomotiv e la stazione di Lokomotiv, posta sull'anello centrale di Mosca.